# Élections au Parlement d'Andalousie de 2015
Les élections au Parlement d'Andalousie de 2015 (en espagnol : Elecciones al Parlamento de Andalucía de 2015) se tiennent de manière anticipée le dimanche 22 mars 2015, afin d'élire les 109 députés de la Xe législature du Parlement d'Andalousie pour un mandat de quatre ans.
Après plusieurs épisodes de tension, la coalition entre le Parti socialiste et la Gauche unie formée en 2012 est rompue en janvier 2015 par la présidente de la Junte socialiste Susana Díaz, arrivée au pouvoir en 2013, ce qui conduit à la dissolution du Parlement.
Bien qu'il réalise son plus mauvais résultat historique, le Parti socialiste arrive en tête et conserve le même nombre de députés qu'en 2012. Il redevient la première force d'un paysage politique andalou chamboulé par l'émergence des partis Podemos et Ciudadanos et marqué par l'effondrement du Parti populaire et le recul de la Gauche unie.
Six semaines après le scrutin, Susana Díaz échoue lors de trois votes consécutifs à obtenir l'investiture du Parlement, une première dans l'histoire de la communauté autonome, faute d'accord avec d'autres forces politiques. Elle s'entend finalement début juin avec Ciudadanos, ce qui constitue la première entente entre un parti du bipartisme historique et un parti émergent. Cela lui permet d'être investie pour un deuxième mandat et de former le premier gouvernement minoritaire depuis 1994.

## Contexte

### Coalition PSOE-IU

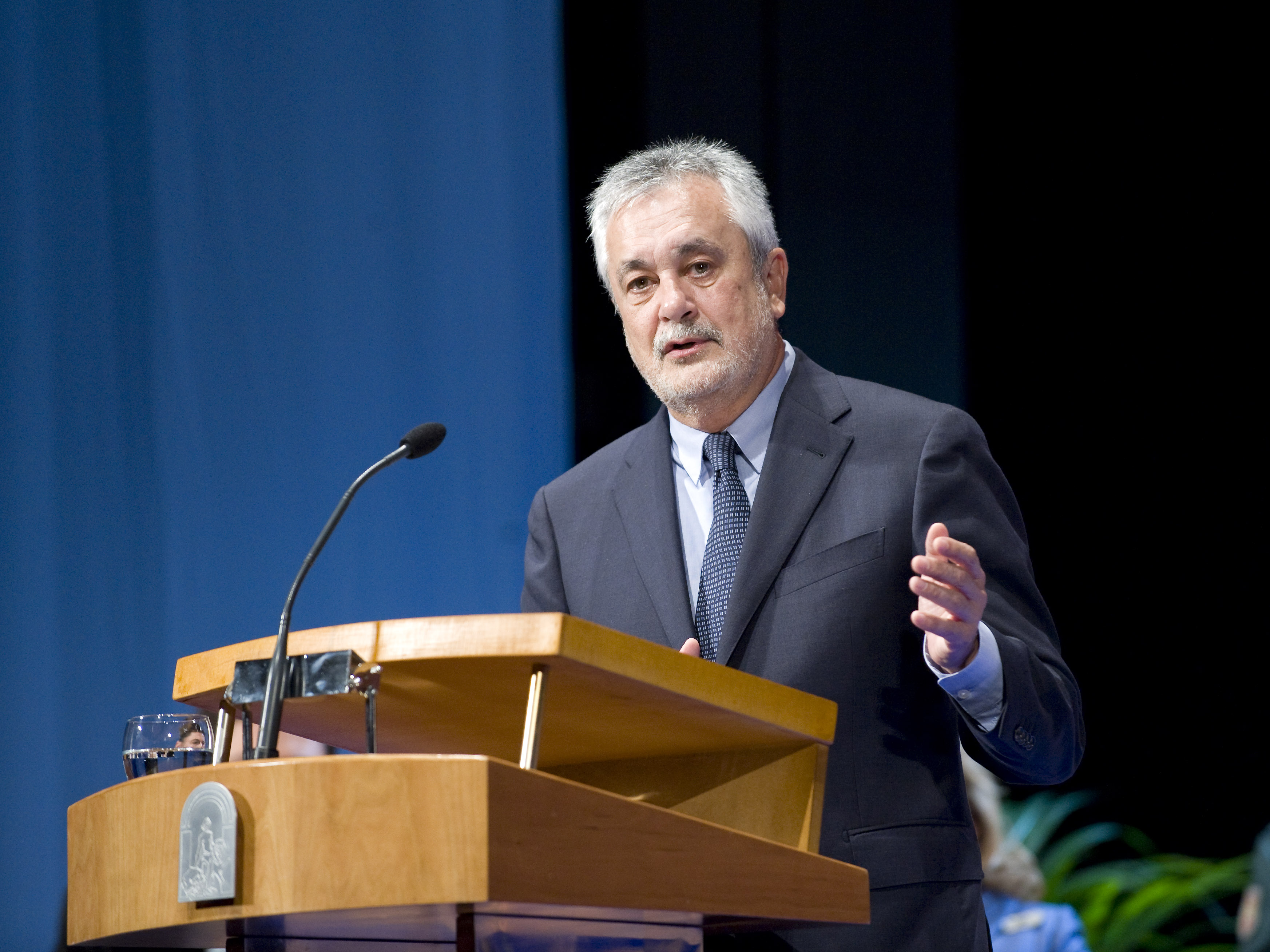
Le socialiste José Antonio Griñán est reconduit grâce à une coalition avec la Gauche unie.

Le Parti populaire (PP) de Javier Arenas remporte, pour la première fois de son histoire, les élections régionales du 25 mars 2012 mais sans majorité absolue, ce qui le prive de toute capacité de gouverner puisque les partis de gauche et centre gauche sont majoritaires au Parlement. Défait pour la première fois lors d'élections autonomiques, le Parti socialiste (PSOE-A) du président de la Junte José Antonio Griñán n'est devancé que d'un point et ne souffre pas d'un « vote-sanction » en dépit d'un chômage très élevé, de 30 ans de pouvoir ininterrompu et d'un scandale de fraude aux subventions publiques. La Gauche unie (IULV-CA) de Diego Valderas (es), qui double sa représentation, laisse entendre qu'elle favorisera le maintien de José Antonio Griñán au pouvoir.
Le 18 avril, le PSOE-A et IULV-CA signent un accord de coalition, un peu plus de deux semaines après avoir formellement ouvert les négociations. José Antonio Griñán est investi le 3 mai président de la Junte pour un deuxième mandat par le Parlement avec 58 voix pour. Il annonce deux jours plus tard la composition de son second gouvernement qui comptera 11 conseillers, dont trois proposés par la Gauche unie. Le nouvel exécutif est assermenté et entre en fonction le 11 mai.

### Changement de président de la Junte

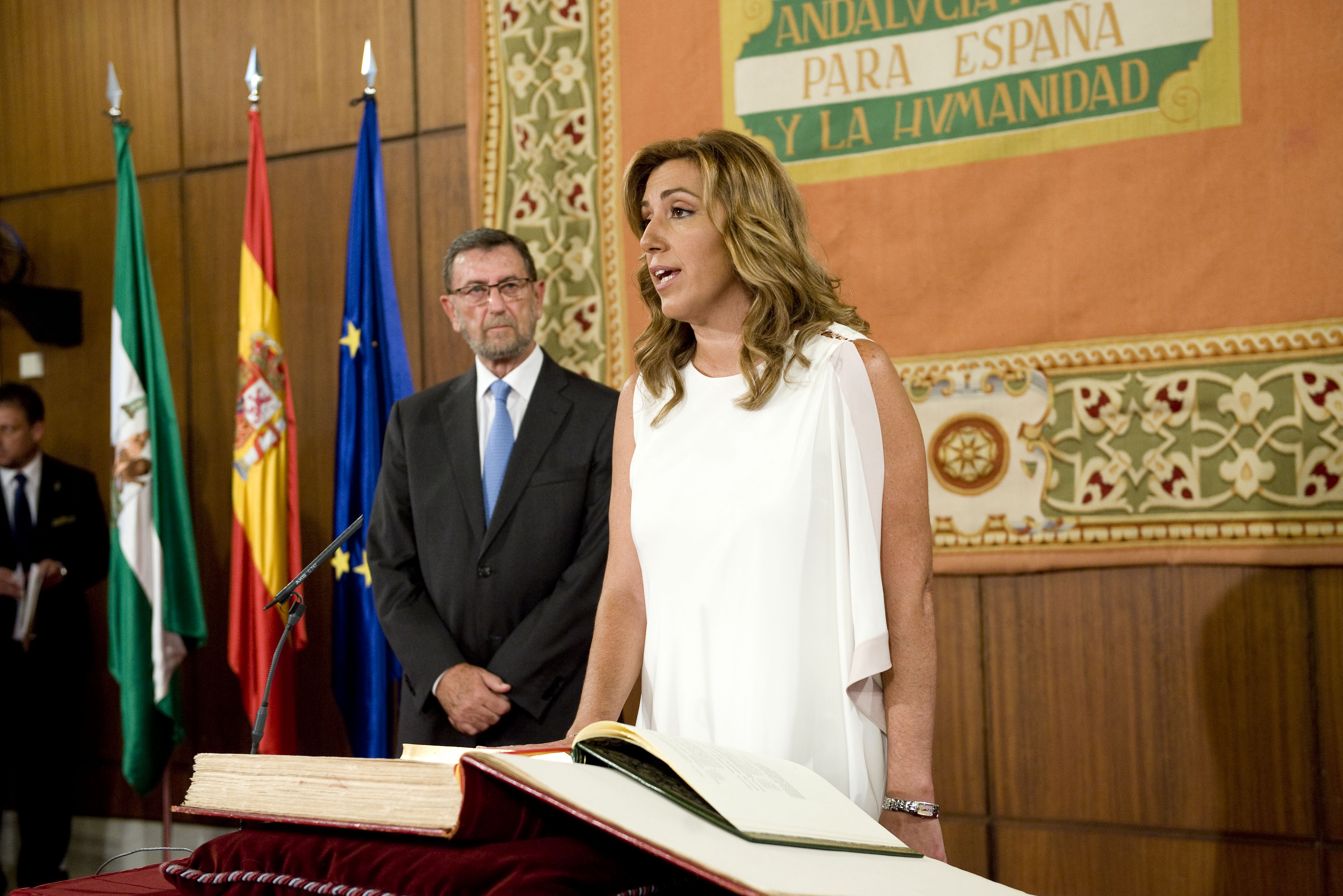
Susana Díaz succède à José Antonio Griñán à l'été 2013.

À l'occasion du débat sur l'état de la Communauté le 26 juin 2013, José Antonio Griñán annonce devant le Parlement qu'il ne sera pas candidat à sa succession lors des prochaines élections régionales, prévues en 2016. La commission exécutive du PSOE d'Andalousie indique dès le lendemain qu'une élection primaire sera organisée le 29 juillet suivant pour désigner le futur chef de file électoral socialiste, le journal El Mundo présentant cette accélération comme une tentative de la direction du parti d'empêcher toute candidature alternative à celle de la conseillère à la Présidence Susana Díaz, choisie comme successeure par José Antonio Griñán.
Le PSOE-A proclame le 21 juillet Susana Díaz candidate à la présidence de la Junte, sans nécessité d'organiser un vote dans les sections socialistes, étant la seule à être parvenue à réunir suffisamment de parrainages de militants. José Antonio Griñán fait savoir le 24 juillet qu'il a l'intention de quitter la présidence de la Junte, ouvrant la voie à l'accession au pouvoir de Susana Díaz. Il remet formellement sa démission le 27 août. Le 5 septembre, Susana Díaz remporte l'investiture du Parlement par 58 voix pour, devenant la première femme à exercer la présidence de la communauté autonome. Elle prête serment deux jours plus tard et son gouvernement en fait de même le 10 septembre.

### Rupture PSOE-IU et élections anticipées
Les années 2014 et 2015 sont émaillées de tensions entre les deux partenaires de la coalition. En avril 2014, Susana Díaz retire les compétences en matière de logement social à la conseillère au Logement Elena Cortés (es) après que celle-ci a relogé des familles de squatteurs à Séville, mais revient peu après sur cette décision. Une deuxième controverse apparaît en janvier 2015, lorsque Susana Díaz s'oppose à un voyage de son vice-président Diego Valderas (es) aux camps de réfugiés sahraouis, mais le Parti socialiste et la Gauche unie s'entendent pour faire redescendre la pression entre eux.
La Gauche unie décide, en décembre 2014, de programmer en juin 2015 — après les élections municipales — un référendum interne pour décider de la poursuite ou non de la coalition. Susana Díaz fait remarquer un mois plus tard qu'il « n'y a pas de stabilité » de son gouvernement et reçoit le soutien des huit secrétaires généraux du PSOE dans les provinces andalouses pour éventuellement anticiper les élections.
Le 25 janvier 2015, la présidente de la Junte informe le coordonnateur général de la Gauche unie Antonio Maíllo (es) de son intention de rompre leur coalition et de dissoudre le Parlement, afin de convoquer les élections au 22 mars suivant, ce qui en fera le premier scrutin d'envergure depuis l'émergence du parti Podemos. Elle relève le lendemain de leurs fonctions les trois membres de son exécutif issus d'IULV-CA et confie leurs fonctions par intérim à des conseillers socialistes.

## Mode de scrutin

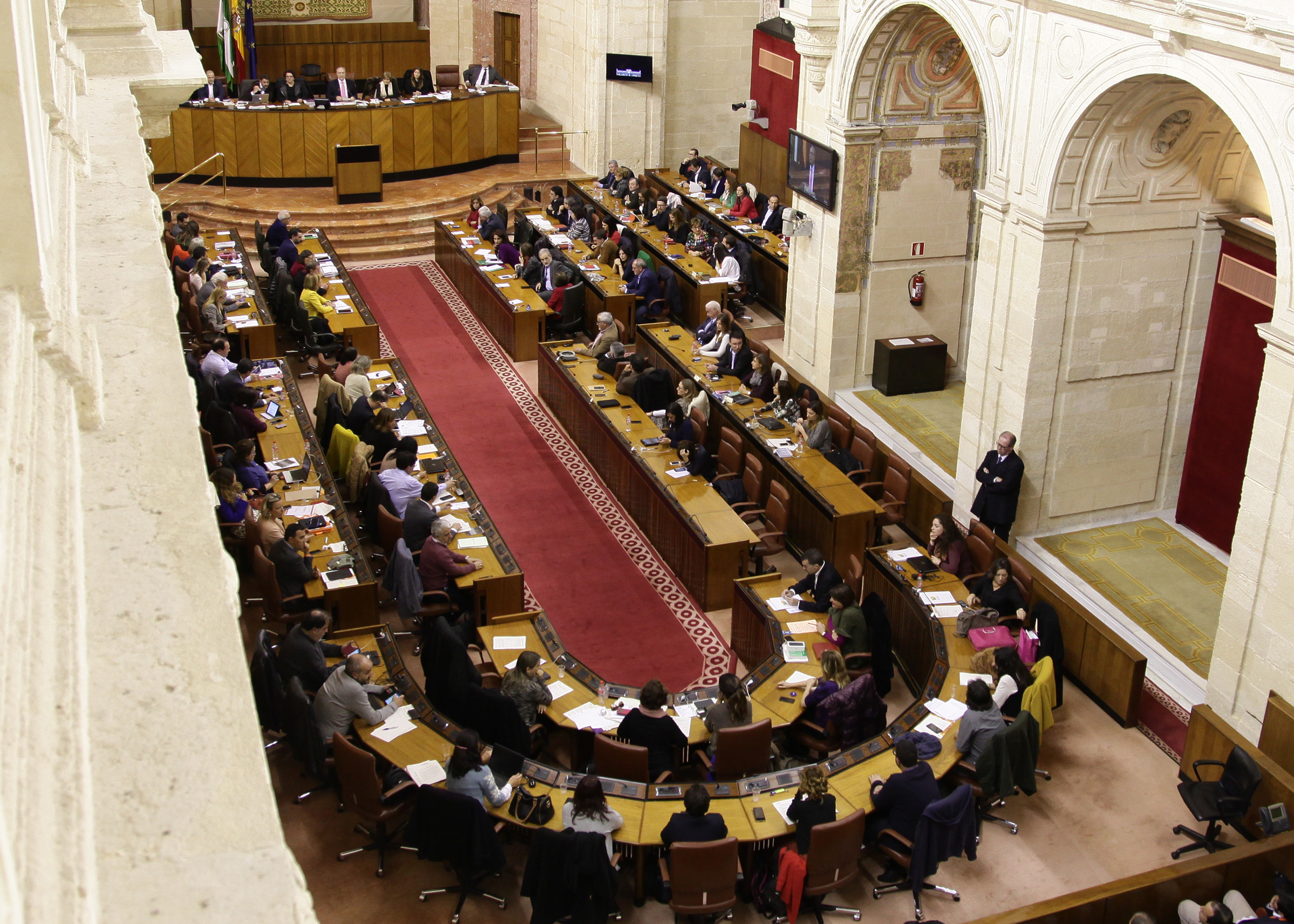
Hémicycle du Parlement, dans l'ancien hôpital de las Cinco Llagas.

Le Parlement d'Andalousie (Parlamento de Andalucía) est une assemblée parlementaire monocamérale constituée de 109 députés (diputados), élue pour une législature de quatre ans au suffrage universel direct selon les règles du scrutin proportionnel d'Hondt par l'ensemble des personnes résidant dans la communauté autonome où résidant momentanément à l'extérieur de celle-ci, si elles en font la demande.

### Convocation du scrutin
Conformément à l'article 101 du statut d'autonomie, le Parlement est élu pour un mandat de quatre ans. L'article 14 de la loi électorale andalouse du 2 janvier 1986, combiné aux dispositions l'article 42 de la loi électorale nationale, précise que les élections sont convoquées au moyen d'un décret du président de la Junte d'Andalousie, signé 25 jours avant la fin du mandat et publié au Journal officiel, le scrutin devant se tenir le 54e jour suivant la publication du décret mais pas entre le 1er juillet et le 31 août,. Cette interdiction a été instaurée en 1994, suivant des débats préalables aux élections de 1990, afin d'éviter une chute de la participation causée par la combinaison des vacances et des fortes chaleurs habituelles en Andalousie à cette période.

### Nombre de députés par circonscription
Puisque l'article 101 du statut d'autonomie prévoit que « le Parlement d'Andalousie sera constitué d'au moins 109 députés », l'article 17 de la loi électorale indique que le nombre de parlementaires est fixé à 109 et attribue à chaque circonscription 8 sièges d'office, les 45 mandats restant étant distribués en fonction de la population provinciale. L'article 104 du statut énonce effectivement que « la province constitue la circonscription électorale » et précise qu'aucune circonscription ne peut avoir plus du double de représentants qu'une autre.
Le décret de convocation des élections, publié le 27 janvier 2015, dispose que les sièges sont répartis ainsi : 
| Circonscriptions   | Députés | Carte |
| ------------------ | ------- | ----- |
| Séville            | 18      |       |
| Malaga             | 17      |       |
| Cadix              | 15      |       |
| Grenade            | 13      |       |
| Almería et Cordoue | 12      |       |
| Huelva et Jaén     | 11      |       |

### Présentation des candidatures

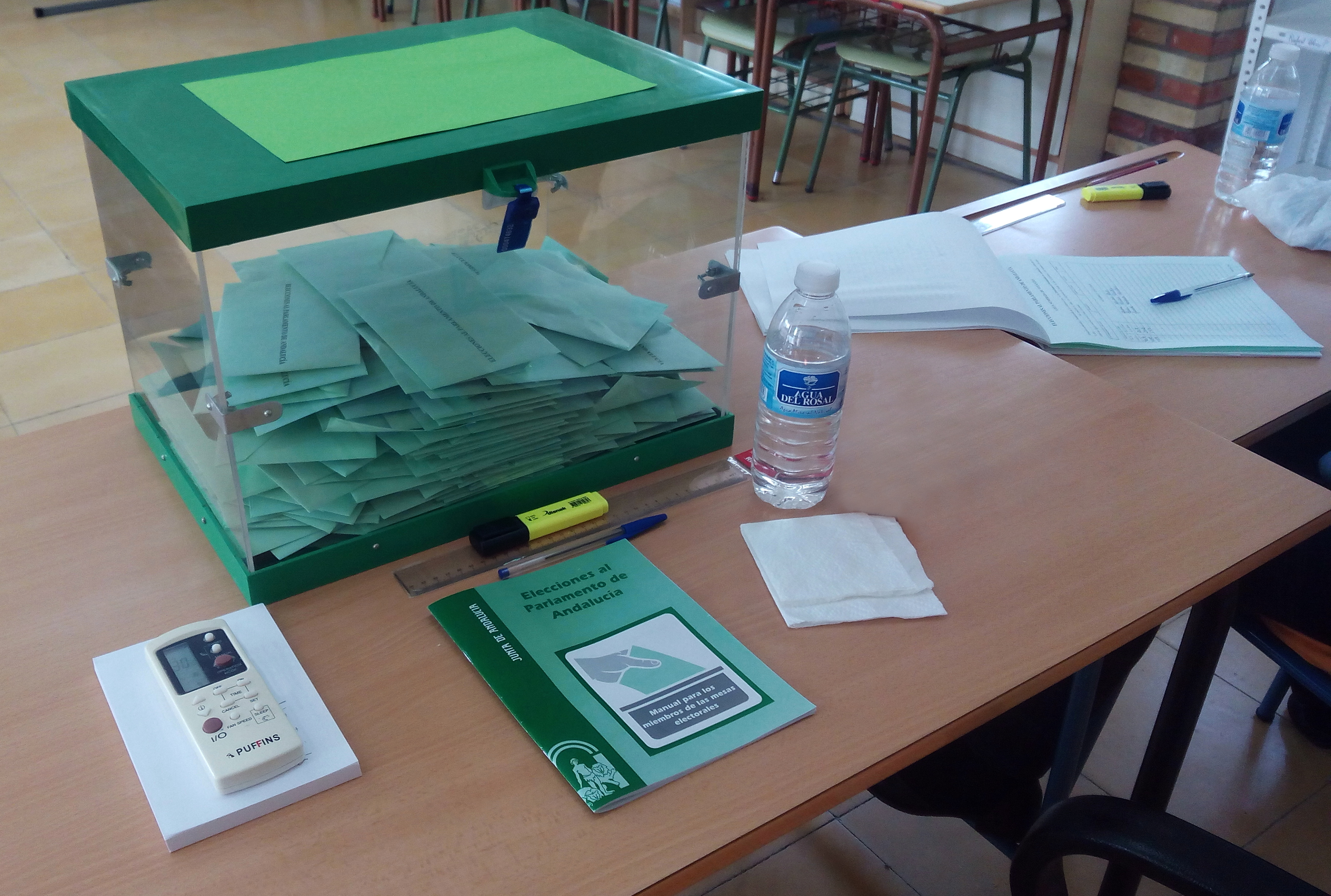
Bureau de vote à Montalbán de Córdoba.

Peuvent présenter des candidatures,, : 
- les partis ou fédérations politiques enregistrées auprès du registre des associations politiques du ministère de l'Intérieur ;
  - ceux n'ayant pas obtenu de représentation lors du scrutin précédent doivent recueillir les parrainages d'au moins 0,1 % des inscrits ;
- les coalitions électorales de ces mêmes partis ou fédérations dûment constituées et inscrites auprès de la commission électorale au plus tard 10 jours après la convocation du scrutin ;
- et les électeurs de la circonscription, en nombre d'au moins 1 % des inscrits.

### Répartition des sièges
Seules les listes ayant recueilli au moins 3 % des suffrages valides — vote blanc inclus — peuvent participer à la répartition des sièges à pourvoir dans une circonscription, qui s'organise en suivant différentes étapes : 
- les listes sont classées en une colonne par ordre décroissant du nombre de suffrages obtenus ;
- les suffrages de chaque liste sont divisés par 1, 2, 3... jusqu'au nombre de députés à élire afin de former un tableau ;
- les mandats sont attribués selon l'ordre décroissant des quotients ainsi obtenus.

Lorsque deux listes obtiennent un même quotient, le siège est attribué à celle qui a le plus grand nombre total de voix ; lorsque deux candidatures ont exactement le même nombre total de voix, l'égalité est résolue par tirage au sort et les suivantes de manière alternative.

## Campagne

### Principales forces politiques
| Force politique | Force politique                                                                                            | Force politique      | Chef de file                         | Idéologie                                                               | Résultats en 2012          |
| --------------- | --- | -------------------- | ------------------------------------ | ----------------------------------------------------------------------- | -------------------------- |
|                 | Parti populaire (es) Partido Popular                                                                       | PP                   | Javier Arenas                        | Centre droit à droite Conservatisme, démocratie chrétienne, libéralisme | 40,7 % des voix 50 députés |
|                 | Parti socialiste ouvrier espagnol d'Andalousie (es) Partido Socialista Obrero Español de Andalucía         | PSOE-A               | Susana Díaz (Présidente de la Junte) | Centre gauche Social-démocratie, progressisme, nationalisme             | 39,6 % des voix 47 députés |
|                 | Gauche unie Les Verts – Appel pour l'Andalousie (es) Izquierda Unida Los Verdes-Convocatoria por Andalucía | IULV-CA              | Antonio Maíllo (es)                  | Gauche Communisme, écologisme, nationalisme                             | 11,4 % des voix 12 députés |
|                 | Union, progrès et démocratie (es) Unión Progreso y Democracia                                              | UPyD                 | Martín de la Herrán (es)             | Centre Social-libéralisme, réformisme, centralisme                      | 3,4 % des voix 0 député    |
|                 | Partido Andalucista Parti andalouciste                                                                     | PA                   | Antonio Jesús Ruiz (es)              | Centre gauche Social-démocratie, fédéralisme, nationalisme              | 2,5 % des voix 0 député    |
|                 | Ciudadanos Citoyens                                                                                        | Cs                   | Juan Marín                           | Centre Libéralisme, social-libéralisme, unionisme                       | Nouveau                    |
|                 | Podemos Nous pouvons                                                                                       | Podemos Nous pouvons | Teresa Rodríguez                     | Extrême gauche Populisme de gauche, républicanisme                      | Nouveau                    |

## Résultats

### Total régional
|                          |                                                           |           |        |       |        |               |  |  |  |  |  |  |  |  |
| Parti                    | Parti                                                     | Voix      | %      | +/-   | Sièges | +/-           |  |  |  |  |  |  |  |  |
|                          | Parti socialiste ouvrier espagnol d'Andalousie (PSOE-A)   | 1 411 278 | 35,27  | 4,29  | 47     | en stagnation |  |  |  |  |  |  |  |  |
|                          | Parti populaire (PP)                                      | 1 065 685 | 26,63  | 14,04 | 33     | 17            |  |  |  |  |  |  |  |  |
|                          | Podemos                                                   | 592 133   | 14,80  | Nv    | 15     | 15            |  |  |  |  |  |  |  |  |
|                          | Ciudadanos (Cs)                                           | 369 896   | 9,24   | Nv    | 9      | 9             |  |  |  |  |  |  |  |  |
|                          | Gauche unie Les Verts – Appel pour l'Andalousie (IULV-CA) | 274 426   | 6,86   | 4,49  | 5      | 7             |  |  |  |  |  |  |  |  |
|                          | Union, progrès et démocratie (UPyD)                       | 76 839    | 1,92   | 1,43  | 0      | en stagnation |  |  |  |  |  |  |  |  |
|                          | Partido Andalucista (PA)                                  | 60 645    | 1,52   | 0,99  | 0      | en stagnation |  |  |  |  |  |  |  |  |
|                          | Parti animaliste contre la maltraitance animale (PACMA)   | 31 958    | 0,80   | 0,57  | 0      | en stagnation |  |  |  |  |  |  |  |  |
|                          | Vox                                                       | 18 422    | 0,46   | Nv    | 0      | en stagnation |  |  |  |  |  |  |  |  |
|                          | Citoyens libres unis (CILUS)                              | 11 277    | 0,28   | Nv    | 0      | en stagnation |  |  |  |  |  |  |  |  |
|                          | Falange Española de las JONS (FE de las JONS)             | 4 759     | 0,12   | 0,04  | 0      | en stagnation |  |  |  |  |  |  |  |  |
|                          | Autres partis                                             | 29 777    | 0,74   | -     | 0      | -             |  |  |  |  |  |  |  |  |
|                          | Vote blanc                                                | 54 717    | 1,37   | 0,46  |        |               |  |  |  |  |  |  |  |  |
|                          |                                                           |           |        |       |        |               |  |  |  |  |  |  |  |  |
| Suffrages exprimés       | Suffrages exprimés                                        | 4 001 812 | 98,98  |       |        |               |  |  |  |  |  |  |  |  |
| Votes nuls               | Votes nuls                                                | 41 149    | 1,02   |       |        |               |  |  |  |  |  |  |  |  |
| Total                    | Total                                                     | 4 042 961 | 100,00 | -     | 109    | en stagnation |  |  |  |  |  |  |  |  |
| Abstention               | Abstention                                                | 2 419 666 | 37,44  |       |        |               |  |  |  |  |  |  |  |  |
| Inscrits / Participation | Inscrits / Participation                                  | 6 462 627 | 62,56  |       |        |               |  |  |  |  |  |  |  |  |

### Par circonscription
| Circonscription | Circonscription | Almería | Almería | Almería | Almería       | Cadix   | Cadix   | Cadix  | Cadix         | Cordoue | Cordoue | Cordoue | Cordoue       | Grenade | Grenade | Grenade | Grenade       |
| --------------- | --------------- | ------- | ------- | ------- | ------------- | ------- | ------- | ------ | ------------- | ------- | ------- | ------- | ------------- | ------- | ------- | ------- | ------------- |
|                 |                 |         |         |         |               |         |         |        |               |         |         |         |               |         |         |         |               |
| Sièges          | Sièges          | 12      | 12      | 12      | en stagnation | 15      | 15      | 15     | en stagnation | 12      | 12      | 12      | en stagnation | 13      | 13      | 13      | en stagnation |
|                 |                 |         |         |         |               |         |         |        |               |         |         |         |               |         |         |         |               |
|                 |                 | Nombre  | Nombre  | %       | %             | Nombre  | Nombre  | %      | %             | Nombre  | Nombre  | %       | %             | Nombre  | Nombre  | %       | %             |
| Inscrits        | Inscrits        | 452 579 | 452 579 | 100,00  | 100,00        | 993 327 | 993 327 | 100,00 | 100,00        | 653 926 | 653 926 | 100,00  | 100,00        | 747 777 | 747 777 | 100,00  | 100,00        |
| Abstentions     | Abstentions     | 178 683 | 178 683 | 39,48   | 39,48         | 420 189 | 420 189 | 42,30  | 42,30         | 224 862 | 224 862 | 34,39   | 34,39         | 288 734 | 288 734 | 38,61   | 38,61         |
| Votants         | Votants         | 273 896 | 273 896 | 60,52   | 60,52         | 573 138 | 573 138 | 57,70  | 57,70         | 429 064 | 429 064 | 65,61   | 65,61         | 459 043 | 459 043 | 61,39   | 61,39         |
| Nuls            | Nuls            | 2 207   | 2 207   | 0,81    | 0,81          | 4 620   | 4 620   | 0,81   | 0,81          | 5 209   | 5 209   | 1,21    | 1,21          | 4 478   | 4 478   | 0,98    | 0,98          |
| Exprimés        | Exprimés        | 271 689 | 271 689 | 99,19   | 99,19         | 568 518 | 568 518 | 99,19  | 99,19         | 423 855 | 423 855 | 98,79   | 98,79         | 454 565 | 454 565 | 99,02   | 99,02         |
|                 |                 |         |         |         |               |         |         |        |               |         |         |         |               |         |         |         |               |
| Partis          | Partis          | Voix    | %       | Sièges  | +/−           | Voix    | %       | Sièges | +/−           | Voix    | %       | Sièges  | +/−           | Voix    | %       | Sièges  | +/−           |
|                 | PSOE-A          | 89 369  | 32,89   | 5       | 1             | 179 843 | 31,63   | 6      | en stagnation | 152 263 | 35,92   | 5       | en stagnation | 157 229 | 34,59   | 5       | 1             |
|                 | PP              | 100 258 | 36,90   | 5       | 2             | 136 491 | 24,00   | 4      | 3             | 115 900 | 27,34   | 4       | 1             | 136 383 | 30,00   | 4       | 2             |
|                 | Podemos         | 29 789  | 10,96   | 1       | 1             | 107 334 | 18,88   | 3      | 3             | 53 430  | 12,61   | 1       | 1             | 63 350  | 13,94   | 2       | 2             |
|                 | Cs              | 25 432  | 9,36    | 1       | 1             | 59 244  | 10,42   | 1      | 1             | 32 611  | 7,69    | 1       | 1             | 43 491  | 9,57    | 1       | 1             |
|                 | IULV-CA         | 11 376  | 4,19    | 0       | 1             | 38 018  | 6,69    | 1      | 1             | 42 387  | 10,00   | 1       | 1             | 27 709  | 6,10    | 1       | en stagnation |
|                 | UPyD            | 4 843   | 1,78    | 0       | en stagnation | 11 944  | 2,10    | 0      | en stagnation | 6 556   | 1,55    | 0       | en stagnation | 8 377   | 1,84    | 0       | en stagnation |
|                 | PA              | 1 922   | 0,71    | 0       | en stagnation | 15 833  | 2,78    | 0      | en stagnation | 6 216   | 1,47    | 0       | en stagnation | 5 486   | 1,21    | 0       | en stagnation |
|                 | Autres          | 5 193   | 1,91    |         |               | 10 617  | 1,87    |        |               | 7 546   | 1,78    |         |               | 7 289   | 1,60    |         |               |
|                 | Blanc           | 3 507   | 1,29    | 9 194   | 1,62          | 6 946   | 1,64    | 5 251  | 1,16          |         |         |         |               |         |         |         |               |

| Circonscription | Circonscription | Huelva  | Huelva  | Huelva | Huelva        | Jaén    | Jaén    | Jaén   | Jaén          | Malaga    | Malaga    | Malaga | Malaga        | Séville   | Séville   | Séville | Séville       |
| --------------- | --------------- | ------- | ------- | ------ | ------------- | ------- | ------- | ------ | ------------- | --------- | --------- | ------ | ------------- | --------- | --------- | ------- | ------------- |
|                 |                 |         |         |        |               |         |         |        |               |           |           |        |               |           |           |         |               |
| Sièges          | Sièges          | 11      | 11      | 11     | en stagnation | 11      | 11      | 11     | en stagnation | 17        | 17        | 17     | en stagnation | 18        | 18        | 18      | en stagnation |
|                 |                 |         |         |        |               |         |         |        |               |           |           |        |               |           |           |         |               |
| Inscrits        | Inscrits        | 396 302 | 396 302 | 100,00 | 100,00        | 535 847 | 535 847 | 100,00 | 100,00        | 1 153 046 | 1 153 046 | 100,00 | 100,00        | 1 529 823 | 1 529 823 | 100,00  | 100,00        |
| Abstentions     | Abstentions     | 158 088 | 158 088 | 39,89  | 39,89         | 171 737 | 171 737 | 32,05  | 32,05         | 473 686   | 473 686   | 41,08  | 41,08         | 523 687   | 523 687   | 34,23   | 34,23         |
| Votants         | Votants         | 238 214 | 238 214 | 60,11  | 60,11         | 364 110 | 364 110 | 67,95  | 67,95         | 679 360   | 679 360   | 58,92  | 58,92         | 1 006 136 | 1 006 136 | 65,77   | 65,77         |
| Nuls            | Nuls            | 3 140   | 3 140   | 1,32   | 1,32          | 4 666   | 4 666   | 1,21   | 1,21          | 5 906     | 5 906     | 0,87   | 0,87          | 10 923    | 10 923    | 1,09    | 1,09          |
| Exprimés        | Exprimés        | 235 074 | 235 074 | 98,68  | 98,68         | 359 444 | 359 444 | 98,79  | 98,79         | 673 454   | 673 454   | 99,23  | 99,23         | 995 213   | 995 213   | 98,91   | 98,91         |
|                 |                 |         |         |        |               |         |         |        |               |           |           |        |               |           |           |         |               |
| Partis          | Partis          | Voix    | %       | Sièges | +/−           | Voix    | %       | Sièges | +/−           | Voix      | %         | Sièges | +/−           | Voix      | %         | Sièges  | +/−           |
|                 | PSOE-A          | 96 272  | 40,95   | 6      | 1             | 153 424 | 42,68   | 6      | 1             | 202 785   | 30,11     | 6      | 1             | 380 093   | 38,19     | 8       | 1             |
|                 | PP              | 62 118  | 26,42   | 3      | 2             | 104 615 | 29,10   | 4      | 1             | 190 749   | 28,32     | 5      | 3             | 219 171   | 22,02     | 4       | 3             |
|                 | Podemos         | 30 946  | 13,16   | 1      | 1             | 39 724  | 11,05   | 1      | 1             | 101 754   | 15,11     | 3      | 3             | 165 806   | 16,66     | 3       | 3             |
|                 | Cs              | 17 027  | 7,24    | 1      | 1             | 21 404  | 5,95    | 0      | en stagnation | 79 297    | 11,77     | 2      | 2             | 91 390    | 9,18      | 2       | 2             |
|                 | IULV-CA         | 14 692  | 6,25    | 0      | 1             | 20 552  | 5,72    | 0      | 1             | 49 625    | 7,37      | 1      | 1             | 70 067    | 7,04      | 1       | 1             |
|                 | UPyD            | 3 683   | 1,57    | 0      | en stagnation | 5 196   | 1,45    | 0      | en stagnation | 17 700    | 2,63      | 0      | en stagnation | 18 540    | 1,86      | 0       | en stagnation |
|                 | PA              | 3 583   | 1,52    | 0      | en stagnation | 4 355   | 1,21    | 0      | en stagnation | 6 679     | 0,99      | 0      | en stagnation | 16 571    | 1,67      | 0       | en stagnation |
|                 | Autres          | 6 753   | 2,87    |        |               | 5 948   | 1,65    |        |               | 16 441    | 2,44      |        |               | 19 862    | 2,00      |         |               |
|                 | Blanc           | 3 456   | 1,47    | 4 226  | 1,11          | 8 424   | 1,25    | 13 713 | 1,38          |           |           |        |               |           |           |         |               |

## Analyse

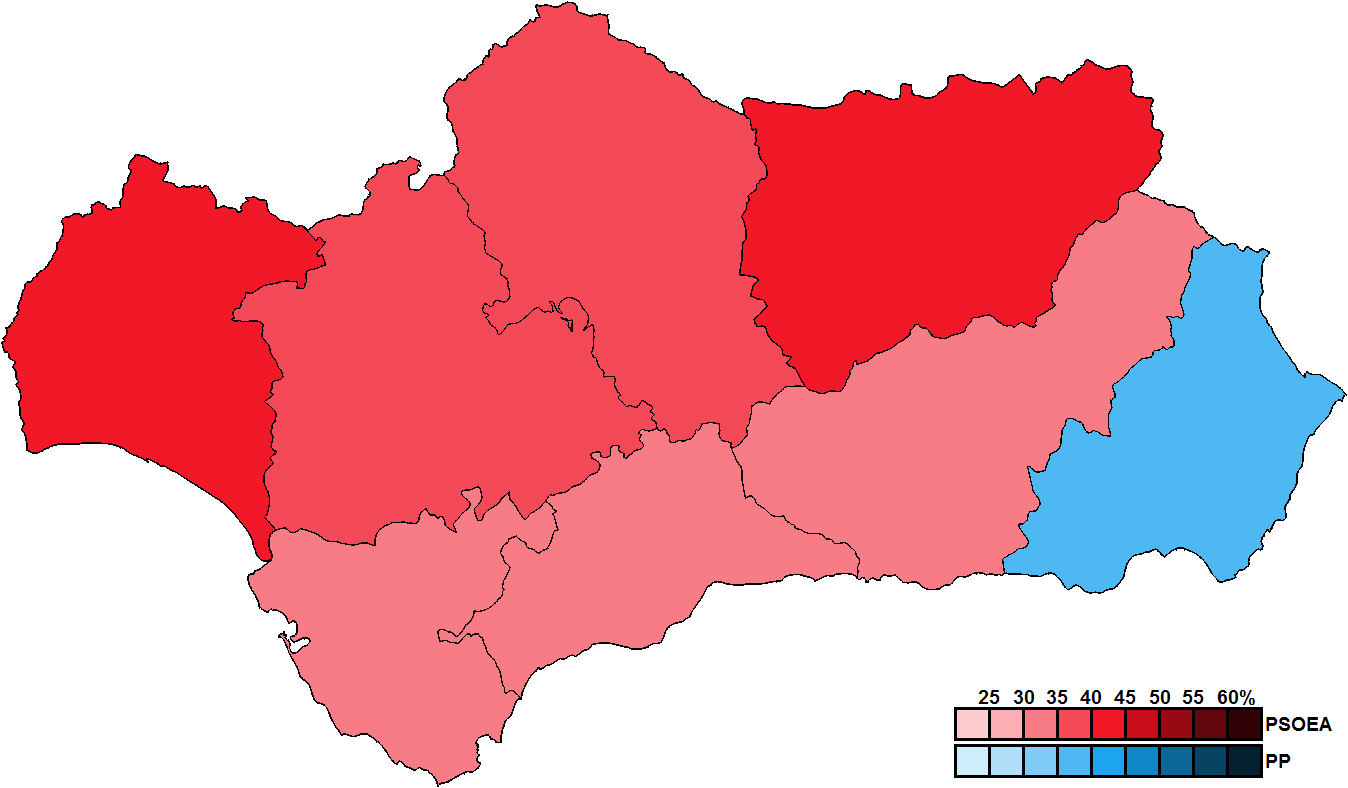
Parti arrivé en tête par circonscription et intensité de son score.

Avec un Parlement comptant désormais cinq forces politiques, dont deux partis émergents, et aucune majorité absolue, les résultats laissent augurer d'une gouvernance particulièrement complexe de la Junte d'Andalousie.
Le Parti socialiste (PSOE-A), au pouvoir depuis 33 ans, de la présidente de la Junte Susana Díaz remporte le scrutin et retrouve son statut de première force politique de la communauté autonome, perdu en 2012. Perdant environ 100 000 voix et réalisant son plus mauvais résultat en pourcentage, il résiste à l'irruption de Podemos, de Ciudadanos et aux affaires politico-financières mettant en cause deux prédécesseurs de Díaz, Manuel Chaves et José Antonio Griñán.
Si le PSOE-A obtient autant de députés qu'en 2012 et l'emporte dans sept des huit provinces andalouses, le Parti populaire (PP) est victime d'un véritable effondrement sous la direction de Juan Manuel Moreno. Il perd 17 députés et 500 000 votes en trois ans, reculant à son niveau de 1990, lorsque son poids politique en Andalousie était fort limité. La Gauche unie (IULV-CA) recule également, ne conservant que cinq députés après trois ans de coalition avec le PSOE-A.
Les résultats confirment l'émergence de Podemos et Ciudadanos. Le succès de Podemos ne fragilise pas le PSOE-A mais explique le fort repli enregistré par IULV-CA et s'analyse comme un vote de colère face aux scandales de corruption touchant les gouvernements socialistes et au fort taux de chômage qui frappe la population andalouse. Ciudadanos, inexistant dans les sondages deux mois avant les élections, parvient à conquérir une partie de l'électorat centriste pour devenir la quatrième force parlementaire. Díaz ayant affirmé ne pas vouloir gouverner avec le Parti populaire ou Podemos, et son ancienne alliance avec la Gauche unie étant minoritaire, Ciudadanos se trouve en position d'assurer ou non son maintien au pouvoir.

## Suites
Peu après le scrutin, Susana Díaz reçoit les dirigeants de plusieurs partis, qui lui font part de leurs exigences en échange d'un vote favorable à son investiture. Le Parti populaire (PP) réclame la signature d'un accord par lequel le Parti socialiste s'engage à laisser gouverner la liste arrivée en tête dans chaque ville lors des élections municipales du 24 mai prochain. Podemos demande la démission de Manuel Chaves et José Antonio Griñán des Cortes Generales en raison de leur mise en cause dans l'affaire « ERE » ainsi que des mesures en faveur du renforcement du service public. Ciudadanos (Cs) demande également le renoncement de Chaves et Griñán.

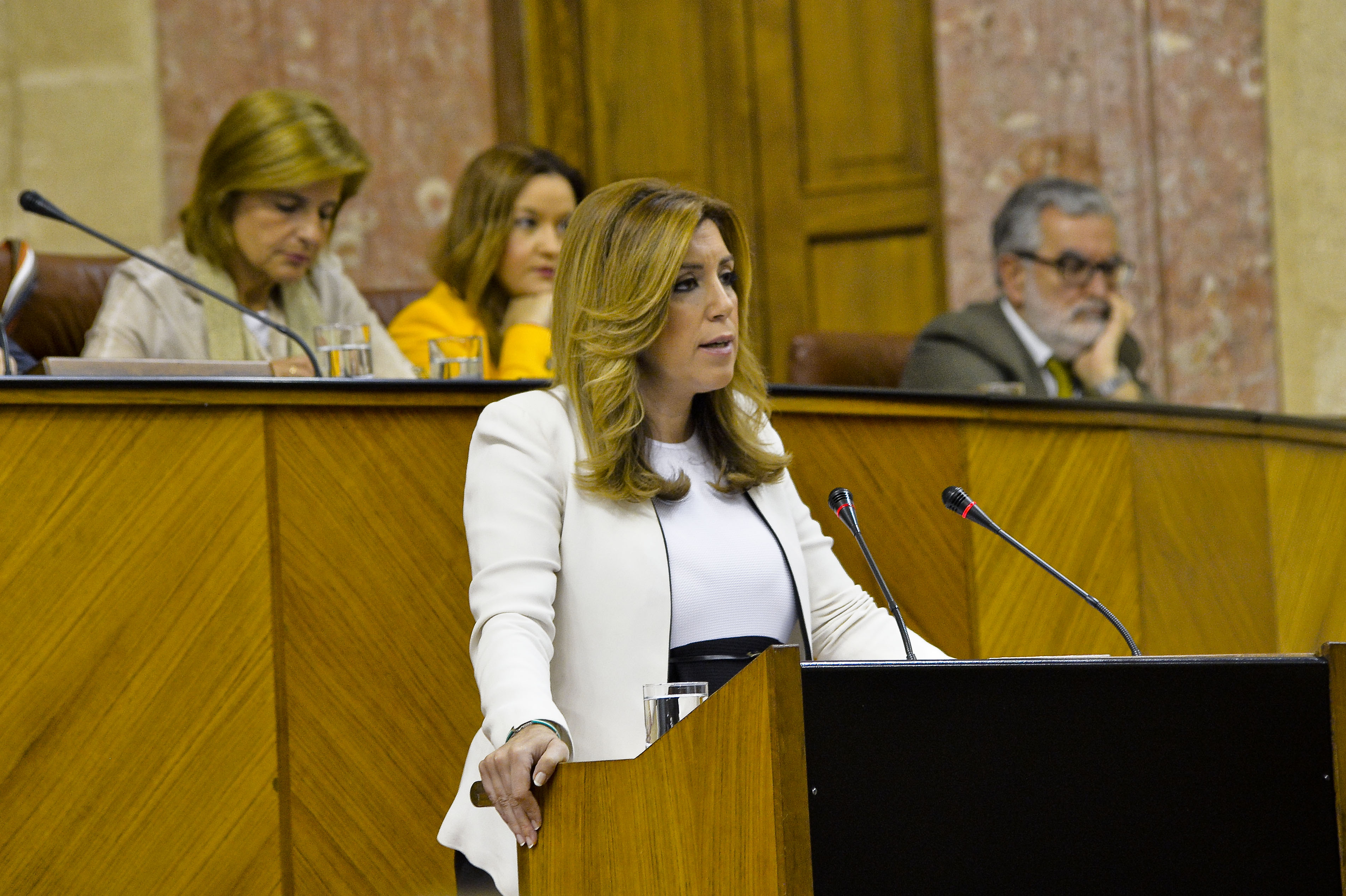
Susana Díaz se présente trois fois sans succès à l'investiture du Parlement.

À la suite de l'installation de la législature le 16 avril, le nouveau président du Parlement Juan Pablo Durán dispose d'un délai de 15 jours ouvrés pour convoquer la première séance d'investiture. Si aucun candidat n'obtient l'investiture dans un délai de deux mois après le premier vote, le Parlement sera alors automatiquement dissous et de nouvelles élections devront avoir lieu. Le 29 avril, la conférence des porte-paroles convoque à l'unanimité de ses membres la séance d'investiture pour les 4 et 5 mai, le vote devant intervenir le deuxième jour à l'issue des débats. Faute d'avoir conclu le moindre accord avec une autre force politique, Susana Díaz échoue lors du scrutin par 47 voix pour et 62 voix contre, seul le Parti socialiste lui accordant sa confiance. Elle échoue de nouveau le 8 mai, avec le même résultat, un troisième vote étant convoqué le 14 mai.
Le 12 mai, le Parti socialiste et Podemos se rencontrent mais constatent leur incapacité à s'entendre. Ciudadanos et la Gauche unie informent le lendemain l'équipe de négociateurs de Susana Díaz qu'ils voteront contre l'investiture, après quoi le Parti populaire suspend les discussions qui devaient avoir lieu avec le Parti socialiste en raison de la révélation de l'existence d'une information judiciaire concernant l'attribution par le gouvernement andalou du marché public pour la réouverture de la mine d'Aznalcóllar, touchée en 1998 par un désastre écologique. Aussi Susana Díaz échoue de nouveau lors du vote d'investiture le 14 mai par 47 voix pour et 62 voix contre, devenant la première candidate à ne pas obtenir la confiance du Parlement après trois scrutins consécutifs. Peu avant le vote, elle déclare devant le groupe socialiste être prête à retourner aux urnes.

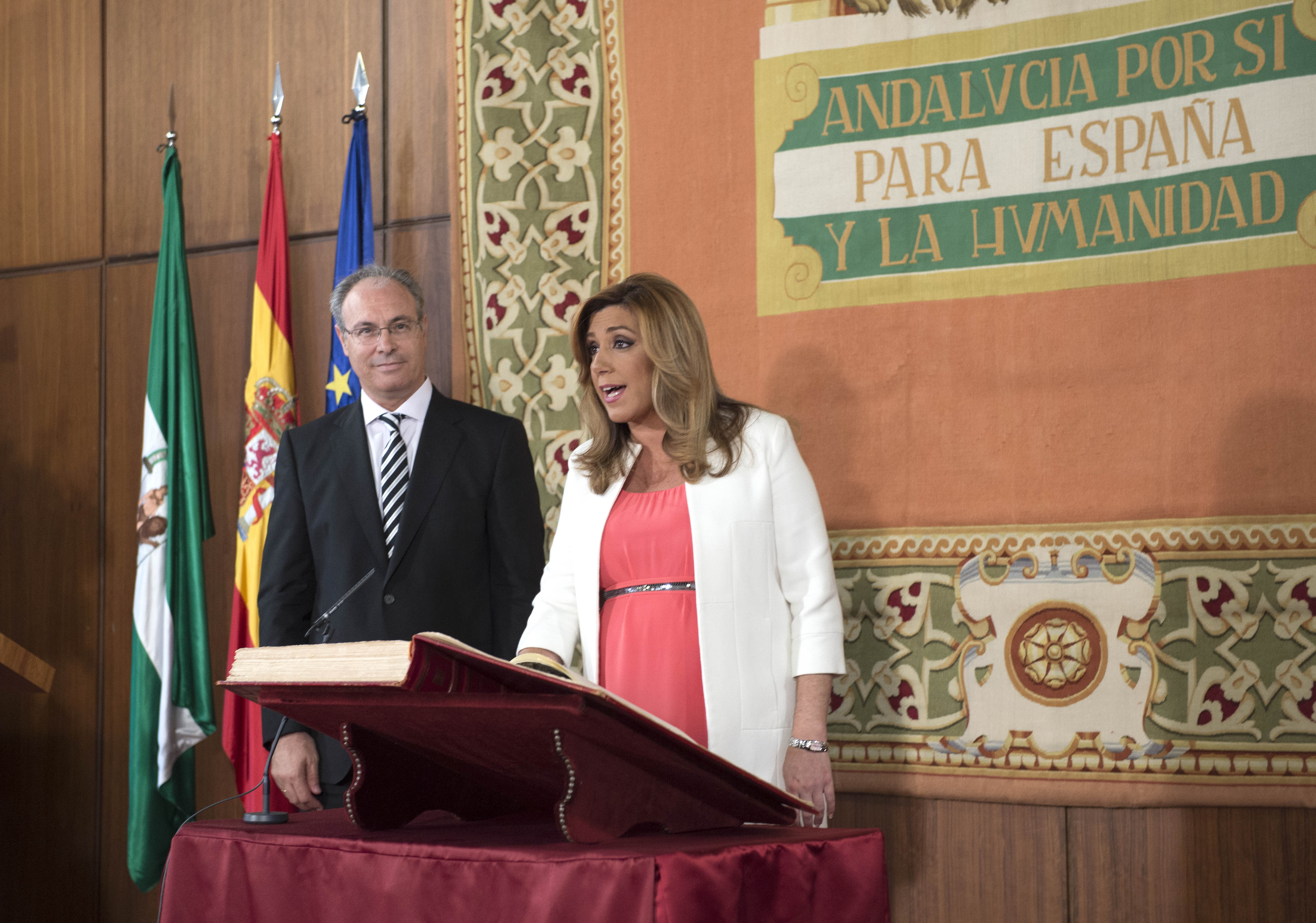
Grâce à un accord avec Ciudadanos, Susana Díaz est reconduite à la tête d'un gouvernement minoritaire.

Ayant prévu de rencontrer de nouveau les dirigeants des autres partis les 8 et 9 juin, Susana Díaz déclare le 5 juin que sans entente garantissant son investiture à l'issue de ces entretiens, elle renoncera et laissera courir le délai jusqu'au 5 juillet, provoquant la dissolution du Parlement et un nouveau scrutin. Au soir du 8 juin, des sources internes à Ciudadanos affirment que les positions avec le Parti socialiste sont « très proches ». Un accord de 70 mesures institutionnelles, économiques, fiscales et sociales est effectivement conclu le lendemain entre les deux formations, marquant le premier pacte entre un grand parti du bipartisme historique et un parti émergent.
Le 11 juin, Susana Díaz est investie présidente de la Junte pour un deuxième mandat lors d'un quatrième vote, par 56 voix pour et 51 voix contre grâce au soutien du Parti socialiste et de Ciudadanos, deux députés du Parti populaire ayant dû s'absenter au moment du scrutin. Elle prête serment le 14 juin suivant, en présence notamment du ministre des Finances Cristóbal Montoro, des anciens présidents de la Junte Rafael Escuredo et José Rodríguez de la Borbolla et du secrétaire général du PSOE Pedro Sánchez. Elle rend publique le 17 juin la composition de son second gouvernement, qui compte 13 conseillers et qui devient le premier gouvernement minoritaire depuis celui formé en 1994 par Manuel Chaves. Le nouvel exécutif est assermenté dès le lendemain.